# Víctor Manuel Toledo Manzur
Víctor Manuel Toledo Manzur, né le 18 octobre 1945 à Mexico, est un biologiste et homme politique mexicain.
Il est nommé secrétaire à l'Environnement et aux Ressources naturelles en mai 2019, au sein du gouvernement López Obrador, en remplacement de Josefa González-Blanco Ortiz-Mena, poste qu'il occupe jusqu'en août 2020.

## Biographie
Il est docteur en sciences, diplômé de l'université nationale autonome du Mexique. Il a été professeur à l'institut de biologie de cette université. En 1992, il fonde la revue Etnoecologíca, pionnière dans l'étude des relations villages indigènes-nature,.
Il a de plus publié de nombreux travaux de recherche, dont 12 livres et plus de 40 articles scientifiques. Il est un collaborateur fréquent de La Jornada.
Il a reçu le prix national environnement en 1985, le prix du mérite écologique par le gouvernement du Mexique en 1999 et le prix Luis Elizondo de l'institut de technologie et d'études supérieures de Monterrey en 2000.
Il est nommé secrétaire à l'Environnement et aux Ressources naturelles en mai 2019, au sein du gouvernement López Obrador, en remplacement de Josefa González-Blanco Ortiz-Mena.

## Action ministérielle
Lors de la conférence de presse faisant suite à sa prise de fonction, il s'engage à mettre fin aux politiques menées par ses prédécesseurs, qui selon lui ignoraient la gravité des enjeux environnementaux au profit du marché, de la technologie, du développement ou de la croissance économique. Il dénonce la confusion entretenue autour de la responsabilité de la crise environnementale, déclarant que « les êtres humains en général ne sont pas responsables du dérèglement climatique, comme une écologie superficielle ou une science non critique aimeraient nous le faire croire. [...] Les responsables sont une minorité prédatrice et parasite, et cette minorité a un nom : le néolibéralisme ».
Fervent défenseur du « principe de précaution », Victor Toledo s'est engagé pour accroitre la régulation des pesticides et des OGM. De décembre 2019 à août 2020, son ministère a ainsi empêché l’importation de 670 000 tonnes de glyphosate, dont il défend l'interdiction au Mexique, conduisant à un conflit avec la multinationale Bayer. Il subit une très forte pression menée par des lobbys liés à l’agrobusiness et des hauts-fonctionnaires américains. Des articles publiés dans la presse attaquent sa réputation, lui prêtant un goût pour les « salles de massage » et les sites internet érotiques. Sa maison, à Morelia (État de Michoacan), est investie par des cambrioleurs qui dérobent des documents et déversent du glyphosate. Il démissionne finalement à la fin de l’été 2020, exprimant des craintes pour la sécurité de sa famille.
Il publie en 2021 une tribune dans le quotidien de gauche La Jornada, titrée « La guerre du glyphosate : acteurs et drame », dans laquelle il revient sur ce conflit, écrivant : « Vous devez comprendre qu’une compagnie puissante dispose d’une armée de scientifiques, de techniciens, de publicitaires, de lobbyistes, d’espions et de promoteurs, et, dans chaque pays, elle développe des campagnes très efficaces».

## Publications
- (en) Manuel González de Molina Navarro et Victor Manuel Toledo, The Social metabolism : A socio-ecological theory of historical change, vol. 3, Cham, Springer, coll. « Environmental History », 2014 (ISBN 978-3-319-06357-7)
- (es) Víctor Manuel Toledo, Julia Carabias, Cristina Mapes et Carlos Toledo, Ecología y autosuficiencia alimentaria : hacia una opción basada en la diversidad biológica, ecológica y cultural de México., Mexico, Siglo XXI, 2000, 5e éd. (ISBN 968-23-1739-8)
- (es) Martí Boada et Víctor Manuel Toledo, El planeta, nuestro cuerpo : La ecología, el ambientalismo y la crisis de la modernidad, Mexico, Fondo de Cultura Económica, 2003
- (es) Víctor Manuel Toledo, La biodiversidad de México : Inventarios, manejos, usos, informática, conservación e importancia cultural, Mexico, Fondo de Cultura Económica, 2010, 356 p. (ISBN 978-607-455-531-8)
- (es) Víctor Manuel Toledo, Ecocidio en México : La batalla final es por la vida, Mexico, Grijalbo, 2015, 177 p. (ISBN 978-607-31-3517-7, lire en ligne)